# Karamea Bight
Die Karamea Bight ist eine weitläufige Bucht in der Tasmansee.
Sie erstreckt sich auf einer Länge von etwa 100 km entlang der Westküste der neuseeländischen Südinsel zwischen Cape Foulwind und der Mündung des Heaphy Rivers, hauptsächlich im Buller District in der Region West Coast. Am südlichen Ende an der Mündung des Buller River liegt die Stadt Westport. Von hier aus führt der New Zealand State Highway 67 bis zur Mündung des Mōkihinui River an der Küste entlang.